# Vnitřní a vnější fórum (katolické kanonické právo)
V kanonickém právu katolické církve se rozlišuje mezi vnitřním (interním) fórem (lat. forum internum), kde se akt řízení provádí bez publicity, a externím fórem (lat. forum externum), kde je akt veřejný a ověřitelný. V kanonickém právu je vnitřní fórum, oblast svědomí, stavěno do protikladu k vnějšímu neboli externímu fóru; manželství tak může být neplatné na vnitřním fóru, ale závazné navenek, tj. na vnějším fóru, pro nedostatek soudního důkazu o opaku.

## Etymologie
Viz též: Církevní soud
Soudní pravomoc katolické církve je vyjádřena slovem Forum, což je latinské označení pro místo, kde se nachází soudní tribunál.

## Teoretický základ
Hlavní článek: Filozofie, teologie a základní teorie katolického kanonického práva
Protože církev je dokonalá společnost, má v sobě všechny síly potřebné k tomu, aby vedla své členy k cíli, pro který byla ustanovena, a má odpovídající právo na to, aby ji ti, kdo jsou jí podřízeni, poslouchali. Toto právo se nazývá jurisdikce a je zdrojem veškerého působení církve, které není odvozeno z moci posvátných ustanovení. Právě tato jurisdikce je základem církevního práva, a to jak vnějšího, tak vnitřně závazného, a od apoštolských dob ji církevní představitelé uvádějí do praxe. Stejně jako má občanský stát legitimní jurisdikci nad svými podřízenými, aby je vedl k cíli, pro který byl zřízen, protože je dokonalou společností, tak i církev, která byla Kristem zřízena jako dokonalá společnost, má v sobě všechny pravomoci potřebné k tomu, aby zákonně a účinně dosáhla cíle, pro který byla zřízena.

## Interní fórumversusexterní fórum
Vzhledem k tomu, že moc církve se vztahuje nejen na její jednotlivé členy, ale i na celé korporativní tělo, nejen na otázky týkající se svědomí, ale i na veřejné jednání jejích podřízených, rozlišuje se církevní jurisdikce na vnitřní a vnější. Může se tak stát, že okolnosti mohou vyvolat konflikt mezi vnitřním a vnějším fórem. Tak například manželství může být neplatné na fóru svědomí, ale závazné na vnějším fóru pro nedostatek soudních důkazů o opaku, a obráceně.

## Interní fórum
V kompetenci vnitřního fóra jsou otázky týkající se blaha jednotlivých křesťanů a jejich vztahu k Bohu. Proto se nazývá fórum svědomí (Forum conscientiae). Je také označováno jako fórum nebes (Forum poli), protože vede duši na cestě k Bohu. Vnitřní fórum se dělí na svátostné neboli kající, které se vykonává v rámci svátosti smíření nebo je s ní alespoň spojeno, a na mimosvátostné kající fórum. Kauzy týkající se soukromých a tajných potřeb věřících lze často urychlit mimo svátostnou zpověď. Tak mohou být mimo svátost smíření prominuty sliby, prominuty tajné cenzury, prominuty skryté překážky manželství. Vnitřní fórum se tedy zabývá přímo duchovním blahem jednotlivých věřících. Ke korporativnímu tělu se vztahuje až druhotně, nakolik je dobro celé organizace podporováno dobrem jednotlivých členů. Vzhledem k povaze občanského státu a účelu, pro který byl zřízen, není v jeho pravomoci nic, co by odpovídalo církevnímu fóru svědomí.

### Svátostné a nesvátostné interní fórum
V rámci vnitřního fóra se rozlišuje svátostné vnitřní fórum a nesvátostné vnitřní fórum podle toho, zda se o záležitostech rozhoduje ve svátosti pokání, a jsou tedy dodatečně chráněny zpovědní pečetí, nebo mimo svátost.
Jména osob v manželství uzavřeném na vnějším fóru jsou tedy zaznamenána ve veřejné matrice, ale manželství uzavřené tajně má být zaznamenáno ve zvláštní matrice vedené v tajném archivu diecézní kurie.
Někdy je dána pravomoc řízení pouze pro svátostné fórum: v každé diecézi má být jmenován kněz, který má pravomoc, kterou nemůže delegovat na jiné, „zbavovat v oboru svátosti smíření nápravných trestů (censura) nastupujících bez rozhodnutí představeného (latae sententiae), úředně nezjištěných, nevyhrazených Apoštolskému stolci, a to diecézany i mimo území diecéze, a také ty, kdo nejsou diecézany.“
V Římské kurii má Apoštolská penitenciárie pravomoc pro záležitosti vnitřního fóra, a to jak svátostného, tak nesvátostného, ale v některých případech jsou její rozhodnutí platná i pro vnější fórum, jako když, pokud nestanoví jinak, dispenz, který udělí v nesvátostném vnitřním fóru od skryté překážky manželství, je dostačující, i když se skrytá překážka později stane veřejnou.

## Externí fórum
Církevní jurisdikce na vnějším fóru se týká záležitostí, které se dotýkají veřejného a společenského blaha právnické osoby. Odpovídá tedy velmi úzce pravomocem, které vykonávají civilní soudci ve věcech patřících do jejich kompetence. Vnější fórum se sice může zabývat záležitostmi jednotlivců, ale pouze v rozsahu, v jakém se dotýkají veřejného blaha. Takto rozhřešení hříchů náleží vnitřnímu fóru, ale udělení fakulty k provedení takového rozhřešení je aktem vnějšího fóra. Pravomoc vnějšího fóra se dělí na dobrovolnou a nutnou. Dobrovolná neboli mimosoudní je taková, kterou může nadřízený vykonávat vůči těm, kdo se dovolávají jeho pravomoci, nebo i vůči těm, kdo se jí dovolávat nechtějí, aniž by však použil zákonem předepsané formality. Nutná neboli sporná jurisdikce je ta, kterou soudce uplatňuje při trestání trestných činů nebo rozhodování sporů podle předepsaných forem. Obecně lze říci, že úkony jurisdikce vnějšího fóra jsou rozhodování sporů týkajících se víry, mravů nebo kázně, vydávání a prosazování zákonů, trestání přestupníků církevních předpisů a podobně.

## Kompetence
Příslušnost církevního fóra vyplývá buď z osob, nebo z věci, která má být souzena. Pokud jde o osoby, podléhají jeho soudům všichni duchovní, a to jak v občanskoprávních, tak v trestních věcech (viz imunity duchovních). Co se týče kauz: mohou být čistě občanskoprávní nebo církevní, případně smíšené. Čistě občanskoprávní kauzy by samy o sobě nepatřily správně do církevního fóra, neboť církev v těchto věcech uznává plnou pravomoc státu. Náhodou by se však takové kauzy mohly dostat před církevního soudce. To však předpokládá praktické uznání církevního fóra civilní mocí. Samotné církevní kauzy se nazývají civilními, pokud se týkají buď duchovních věcí, jako jsou svátosti, nebo věcí s nimi spojených, jako je církevní majetek, patronátní právo atd. Nazývají se trestními, pokud se týkají jednání s delikventy, kteří se provinili simonií, odpadlictvím, schizmatem apod. Nazývají se smíšenými kauzami, pokud se jedná o předměty vhodné k rozhodnutí buď církevním, nebo civilním fórem, jako jsou lichvářské smlouvy, konkubinát, porušení církevního míru atd. Stejně tak se kauzy nazývají smíšené, když mají jak duchovní, tak světský cíl. Tak manželství ve své svátostné povaze, pokud jde o platnost či neplatnost, náleží církvi; ve své světské stránce, pokud jde o majetek sezdaných osob a podobné věci, mohou být řešeny civilními soudy. Do této třídy smíšených kauz lze zařadit i potlačování herezí, kde církev a stát vzájemně spolupracují na udržení integrity nebo víry a zachování občanského míru. Konečně mnoho kauz, svou povahou civilních, je kanonisty považováno za smíšené, ať už proto, že se jich stát vzdal ve prospěch církevních tribunálů, nebo proto, že zvyklosti postupně způsobily, že byly přeneseny na církevní fórum, např. uznávání posledních vůlí a testamentů, péče o chudé atd.

## Tresty
Další informace: Exkomunikace Suspenze (katolický kanonický trest)
Tresty, které mohou být uloženy vnějším církevním fórem, jsou nejen duchovní jako exkomunikace, ale také světské nebo tělesné. Pokud jde o ukládání trestu smrti, kanonisté obecně zastávají názor, že církevní právo zakazuje nižším církevním tribunálům tento trest přímo vynášet, ale že papež nebo všeobecný koncil mají tuto pravomoc alespoň nepřímo, neboť mohou požadovat, aby katolický stát tento trest uložil, pokud to vyžaduje dobro církve. Konečně se domnívají, že neexistuje žádný platný argument, který by dokazoval, že přímý výkon této pravomoci nespadá do kompetence církevního fóra, ačkoli bylo jeho zvykem předat zločince světskému rameni k uložení trestu smrti. Zásahy civilní moci do jurisdikce církve v našich dnech prakticky, i když neoprávněně, omezily církevní fórum pouze na duchovní kauzy.

## Východní a latinské kanonické právo
Viz též: Východní katolické kanonické právo a Latinská církev
Rozdíl mezi vnitřním a vnějším fórem je uznán v kánonu 980 § 1 Kodexu kánonů východních církví, který říká, že
Moc řídící se vykonává na vnějším fóru nebo na vnitřním svátostném či nesvátostném fóru.
a v kánonu 130 Kodexu kanonického práva z roku 1983, který říká
Moc řídící jako taková se vykonává na vnějším oboru (forum externum), někdy se však vykonává pouze na vnitřním oboru (forum internum) svědomí, a to tak, že účinky, které svou povahou má na vnějším oboru, se jen tehdy uznávají na vnějším oboru, jestliže tak pro určité případy právo stanoví.

## „Řešení interního fóra“
Viz též: Amoris laetitia
Termín „vnitřní fórum“ se někdy používá v souvislosti s kontroverzním tzv. „řešením vnitřního fóra“, které má ospravedlnit přijetí svatého přijímání někým, kdo je přesvědčen, že jeho dřívější manželství bylo neplatné, ale nemůže to prokázat navenek, aby dosáhl prohlášení manželství za neplatné. Nejedná se o kanonické řešení.